# Chris Sparling
Chris Sparling, född 21 mars 1977 i Providence i Rhode Island, är en amerikansk manusförfattare, filmregissör och filmproducent. Han är känd för att ha varit verksam på filmer som Buried, The Atticus Institute och The Sea of Trees. Den förstnämnda filmen är ifrån 2010, medan de två sistnämnda filmerna är ifrån 2015.

## Filmografi (i urval)
- 2010 – Buried
- 2012 – ATM
- 2015 – The Atticus Institute
- 2015 – The Sea of Trees
- 2016 – Mercy
- 2018 – Varningen
- 2020 – Greenland
- 2021 – The Desperate Hour
- 2021 – Intrusion
- 2026 – Greenland: Migration